# Уоктер, Мэтт
Мэтт Уоктер (англ. Matthew Walter Wachter, р. 5 января 1976) — басист, клавишник и бэк-вокалист рок-группы Angels & Airwaves. Является бывшим басистом рок-группы Thirty Seconds to Mars, с которой работал с 2001 по 2007 годы. Он присоединился к Angels & Airwaves в апреле 2007 года, заменив собой Райна Синна, прежнего басиста коллектива. В июне 2014 года Мэтт временно ушёл из Angels & Airwaves по семейным обстоятельствам.

## Биография
Уоктер родился в Потсвилле, Пенсильвания. Будучи ребёнком, они с семьёй проводили много времени в Нью-Джерси и Бостоне.
В детстве Мэтт был очень активным ребёнком, играл в бейсбол и футбол, а также занимался плаванием. Его интерес к музыке проявился в пятилетнем возрасте. С того момента и лет до восьми Мэтт экспериментировал с различными инструментами — в основном пианино и барабанами.
Особенно интересной музыка для Мэтта стала в средней школе, и он начал проводить большую часть своего времени играя в группах. Мэтт быстро научился играть на басу потому что, как он утверждал, он «хотел играть в группе, а группе нужен был басист». До этого у Мэтта не было опыта игры на басу, и вообще серьёзного опыта игры на гитаре.

## Thirty Seconds to Mars
Мэтт присоединился к Джареду Лето, Шеннону Лето и Солону Бикслеру в 2001 году, тем самым пополнив состав Thirty Seconds to Mars.
Играя на сцене, Уоктер принимает странную позу: он «косолапит» ноги (то есть пальцы ног поворачивает друг другу) и смотрит на ступни. Он объясняет это тем, что так ему проще концентрироваться на игре и не отвлекаться на фанатов.
Во время концерта в Эль Пасо, штат Техас, 1 марта 2007 года — Джаред Лето объявил зрителям, что это выступление для Мэтта в качестве участника группы станет последним. Он посвятил ему финальную песню «R-evolve». После этого группа, за исключением Мэтта, раздавала автографы.

## Полученные травмы
С начала работы в Thirty Seconds to Mars Уоктер жаловался на сильные головные боли после выступлений, хотя никаких проблем, пока он на сцене, не было. После медицинского обследования выяснилось, что у него развилось сотрясение мозга от того, что он трясет головой. Это натолкнуло его маму на мысль предложить ему «покачивать бедрами как Элвис», (об этом упоминалось в фанатском ежегоднике). С тех пор трясти головой он перестал.
Два первых концерта в туре 2006 года «Forever Night, Never Day», в котором группа была хедлайнером, пришлось отложить, потому что Мэтт получил травму (это произошло когда он менял одну из фар на своей машине) тем самым сдвинув начало тура ещё на две недели. В связи с этим появилось следующее обращение группы фанатам:
От 30 Seconds to Mars, 2 марта 2006 года, четверг: В результате несчастного случая, произошедшего этим утром, мы вынуждены сообщить вам, что два первых шоу тура будут перенесены на более поздние даты. (Солт-Лейк-Сити (4 марта) и Денвер (5 марта)). Наш любимый басист Мэттью Уолтер Уоктер порезал себе палец до кости и нуждается в медицинской помощи. Он будет в полном порядке, но нужно некоторое время на лечение…'

## Любовь и брак
Уоктер женился на своей возлюбленной Либби Лоусон после длительных отношений, в начале августа 2006 года. Они познакомились, когда он был в туре с другой группой 8 лет назад. Пока влюблённые женились в Бостоне и проводили медовый месяц, оставшиеся три участника Thirty Seconds to Mars отправились играть в Warped Tour, наняв на время басиста Тима Келлехера из My Darling Murder на замену Уоктеру. Басист рок-группы The Used и друг, Джеф Говард, заменял Мэтта 4 августа во время выступления на шоу «Сегодня вечером» (The Tonight Show). Через две недели Мэтт присоединился к группе, чтобы вместе закончить летние выступления. Уоктер, ярый болельщик «Бостон Ред Сокс», рассказал, что он быстро обыграл идею свадьбы в Фенвейском Парке, но даже не стал спрашивать мнения на сей счет своей жены, зная, что она не согласится. Да и сам он не верил, что он хотел пожениться на бейсбольном стадионе.
14 мая 2009 года у Мэтта и Либби родилась дочь, Сейлор Мэй Уоктер.

## Татуировки
Уоктер — большой любитель боди-арта, и говорит, что имеет больше 20 татуировок. Некоторые из них: надпись «Rock-n-Roll» на животе, две ласточки на груди, бомба с крыльями на правом плече, и нож с выкидным лезвием, с цитатой на латинском языке на правом боку. Эти необычные татуировки были сделаны художником Джошем Хофманом в Старом городе в Филадельфии, шт. Пенсильвания (прим. перев. — Olde City, богемный район в центральной части г. Филадельфии, где живут многие художники и архитекторы). Также у него есть татуировки в виде черепов в честь Диа Дэ Лос Муэртос (прим. перев. — Dia de los Muertos (исп.) или Day of the Dead, праздник 1-2 ноября, который празднуется в странах Латинской Америки и некоторых странах Европы, в США Хэллоуин или День всех Святых), вытатуированных на каждой ступне, и ещё много других рисунков на различных частях тела. Он и его жена имеют одинаковые татуировки в виде отмычек.

## Дополнительные факты
- Уоктер работает специально приглашённым ведущим на Get the Fuck Up (GTFU) Radio. Это радио-шоу ведут его два друга Аарон Фарли (Aaron Farley) и Джереми Уэйсс (Jeremy Weiss), оно в ротации на Little Radio в Лос-Анджелесе.
- Говорили, что Уоктеру довелось поработать на скотобойне. Но он признался в интервью журналу KAOS2000 Magazine, что он и группа выдумали эту историю, чтобы разнообразить одно скучное интервью.
- В музыке Уоктер всегда был подвержен влиянию Led Zeppelin, Pink Floyd, The Clash и Sex Pistols, особенно когда был ребёнком.
- Любимое блюдо Уоктера — макароны с сыром. Ещё ему нравится жареное мясо.
- Уоктер дипломированный массажист.
- Говорят, что у Уоктера характерная походка — несколько с важным видом — что позволяет ему быть узнанным издалека.
- У Уоктера и его жены есть собака породы боксёр, которую Мэтт любит наряжать на Хэллоуин.
- Уоктер преданный фанат сериала «24 часа» и Кифера Сазерленда, исполнителя главной роли Джека Бауэра.
- Уоктер любит видеоигры.
- Когда Мэтта спросили, о чём он думал, когда впервые встретил свою будущую жену, он ответил: «Я не думал. Я чувствовал».

## Дискография

### С Thirty Seconds to Mars
- 2005: «A Beautiful Lie»

### С Angels & Airwaves
- 2007: «I-Empire»
- 2010: «Love»
- 2011: «Love: Part 2»